# 池田亜希子
池田 亜希子（いけだ あきこ、7月7日 - ）は、日本の女性声優。かつてRMEに所属していた。

## 出演作品

### 吹き替え
- 愛しのMILF恋人は親友のママ（学生、クラブ女）
- エンド・オブ・ザ・ワールド（カレン）
- 画壁（雲梅）
- 共謀者（愛人）
- 素敵な人生の終わり方（レイチェル）
- 空とぶニコ!! 小さな弟と僕の大冒険（ホワイトウルフ）
- ダラス・バイヤーズクラブ（ストリッパー、テレビ女C）
- チワワ・ザ・プリンセス（ソフィ）
- 人造人間13号（メグ）

### ゲーム
- デッドフォール アドベンチャーズ（ジェニファーグッドウィン）
- 雀王（寺務処菜日）

### ドラマCD
- うそつきおひさまとひかりのたね（ルチル）
- こどもたちがねがったこと（ルチル）

### ラジオドラマ
- 葛飾FM「南の星のアンドローグ」（ニモト・ハルカ）

### ナレーション
- 三菱鉛筆uni（店頭PV）
- 株式会社ドーシス（高速道路システムナレーション）

### 映画
- 改造人間哀歌 THE MOVIE ～曼珠沙華の詩～（Barの客）